# 수정초등학교 칠갑분교
수정초등학교 칠갑분교는 대한민국 충청남도 청양군 대치면 장곡길 43-24 (장곡리)에 있었던 공립 초등학교이다.

## 연혁
- 1934년 5월 2일 청양공립보통학교 부설 장곡간이학교 인가
- 1936년 9월 4일 대치공립보통학교 부설 간이학교로 이관
- 1943년 4월 1일 대치공립국민학교 장곡분교장 승격
- 1950년 3월 31일 칠갑국민학교로 승격
- 1995년 3월 1일 수정국민학교 분교장 편입
- 1996년 3월 1일 수정초등학교 칠갑분교로 개칭
- 2010년 3월 1일 수정초등학교로 통합